# Amiah Miller
Amiah Miller (nacida el 16 de julio de 2004) es una actriz y modelo estadounidense. Protagonizó la película de 2017, War for the Planet of the Apes. También aparece en las series de televisión Henry Danger, Best Friends Whenever y MacGyver.

## Vida y carrera
Amiah Miller creció en Virginia, Estados Unidos, se mudó con su familia a Florida y actualmente reside en Los Ángeles. Alrededor de 2014, tomó clases de actuación en Los Ángeles y Orlando. Además de actuar, también estudia boxeo tailandés y jiu-jitsu.
Comenzó a actuar en 2014 en la película para televisión, Clementine. En 2016, Miller tuvo un papel como invitada en la serie de acción de CBS, MacGyver. Ese mismo año, debutó en el cine con la película de terror Lights Out, producida por James Wan, interpretando a la versión joven del personaje de Teresa Palmer. También trabaja como modelo desde los ocho años y en 2017 firmó con la reconocida agencia californiana de artistas y atletas, Creative Artists Agency (CAA).
En 2017, Miller tuvo un papel destacado al protagonizar War for the Planet of the Apes, interpretando a Nova. Apareció en el póster promocional principal de la película. En 2017, tuvo papeles en Trafficked y House by the Lake. En televisión, aparece en Henry Danger, Richie Rich y Best Friends Whenever. En 2019, apareció en la película de fantasía y acción real Anastasia: Once Upon a Time.
En 2022, protagonizó la película de terror y comedia My Best Friend's Exorcism, junto a Elsie Fisher.
En 2024, Miller fue elegida para participar en la serie de televisión The Madison (serie derivada de Yellowstone), interpretando a Brigitte Reese, la hija del personaje de Beau Garrett en la serie.

## Filmografía
| Cine | Cine                           | Cine                 | Cine  |
| Año  | Título                         | Rol                  | Notas |
| ---- | ------------------------------ | -------------------- | ----- |
| 2016 | Lights Out                     | Rebecca (joven)      |       |
| 2017 | War for the Planet of the Apes | Nova                 |       |
| 2017 | Trafficked                     | Sara (joven)         |       |
| 2017 | House by the Lake              | Emma                 |       |
| 2019 | Anastasia: Once Upon a Time    | Megan                |       |
| 2020 | The Water Man                  | Josephine "Jo" Riley |       |
| 2022 | My Best Friend's Exorcism      | Gretchen Lang        |       |
| 2024 | Hold Your Breath               | Rose Bellum          |       |
| 2025 | The Stranger in My Home        | Katie Mitchell       |       |

| Televisión | Televisión            | Televisión         | Televisión                |
| Año        | Título                | Rol                | Notas                     |
| ---------- | --------------------- | ------------------ | ------------------------- |
| 2014       | Clementine            | Clementine (joven) | Película para televisión  |
| 2015       | Henry Danger          | Paula Makiato      | Episodio: «Spoiler Alert» |
| 2015       | Richie Rich           | Noah               | Episodio: «$pooky $tuff»  |
| 2015       | Best Friends Whenever | Shelby (9 años)    | 2 episodios               |
| 2015       | How We Live           | Riley              | Película para televisión  |
| 2016       | MacGyver              | Valerie Lawson     | Episodio: «Pliers»        |
| 2026       | The Madison           | Brigitte Reese     |                           |